# 普罗旺斯 (瑞士)
普罗旺斯（法語：Provence）是瑞士联邦西部法语区的沃州下设的一个镇。在行政上属于沃州北汝拉区管辖。普罗旺斯的总面积为31.84平方公里。截至2010年底，总人口为329。